# Brandenburg, Kentucky
Brandenburg är en ort i Meade County i delstaten Kentucky, USA. År 2000 hade orten 2 049 invånare. Den har enligt United States Census Bureau en area på 10,3 km², allt är land. Brandenburg är administrativ huvudort (county seat) i Meade County. 